# (496) Gryphia
Gryphia és el nom que rep l'asteroide número 496, situat al cinturó d'asteroides.
Fou descobert per l'astrònom Max Wolf des de l'observatori de Heidelberg (Alemanya), el 25 d'octubre de 1902.